# Flöha (Fluss)
Die Flöha (tschech.: Flájský potok) ist ein rechter Nebenfluss der Zschopau. Sie ist beim Zusammenfluss etwas größer als die Zschopau, und damit hydrologisch der Hauptquellast des Mulde-Flusssystems.

## Name
Die ersten mittelalterlichen Erwähnungen der Flöha lauteten Flawe (1365) und Flewe (1497). Im altsorbischen hieß der Fluss Plava.
Der Linguist Ernst Eichler und der Namenkundler Hans Walther sehen die Herkunft des Namens am ehesten im germanischen Wort flouwan, flewan, das mittelhochdeutsch vlöuwen und im Altsorbischen plav(iti) lautete und schwemmen, spülen, flößen bedeutete. So sei der Fluss Flöha als der zu verstehen, auf dem geflößt oder geschwemmt worden sei.

## Verlauf
Der Fluss entspringt im Osterzgebirge in Tschechien nordwestlich des Dorfes Nové Město (Neustadt) und verläuft zunächst in westlicher Richtung. Die Quelle ist jeweils nur rund einen Kilometer von der Quelle der Wilden Weißeritz und der Freiberger Mulde entfernt.

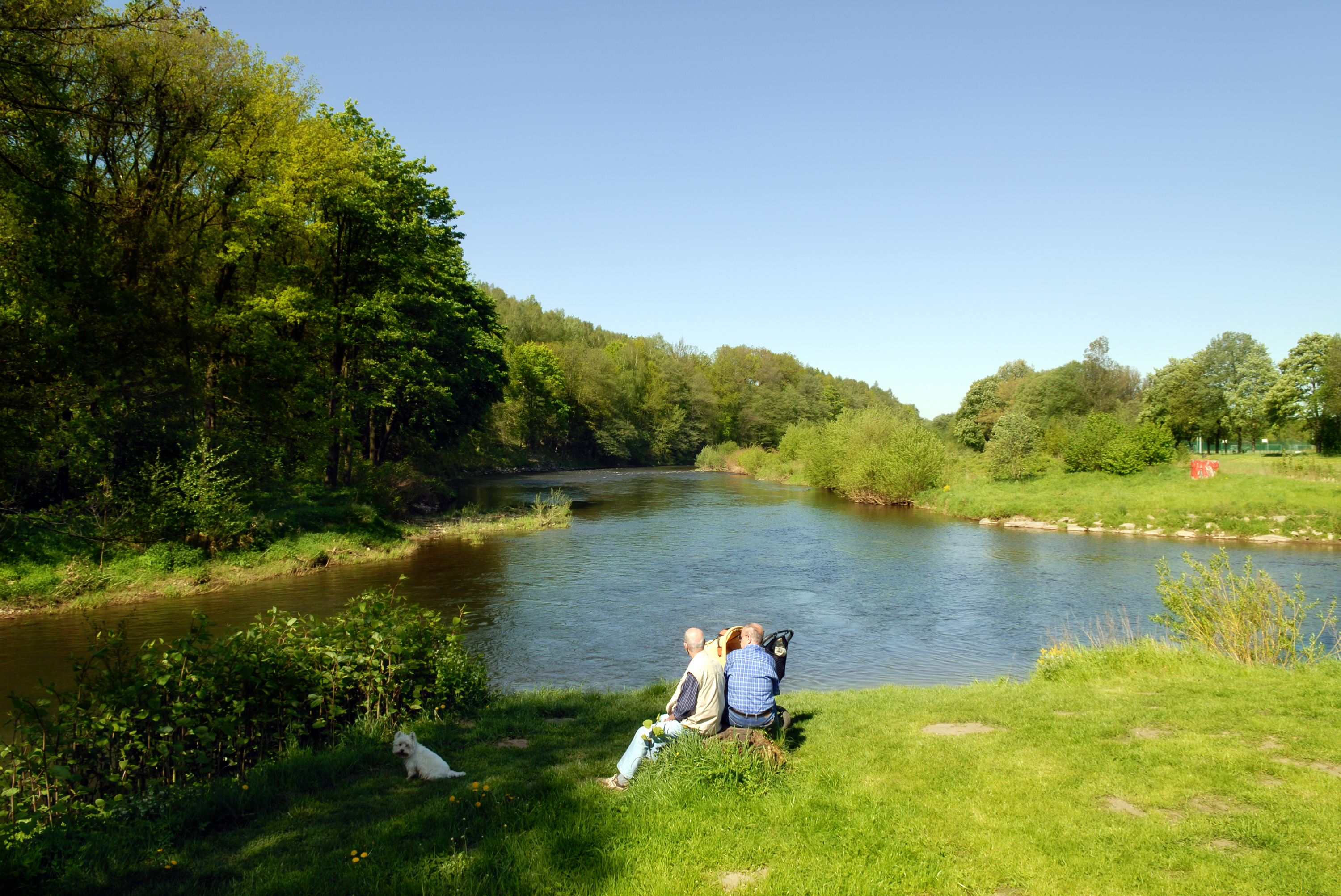
Einmündung der Flöha (rechts) in die Zschopau (links)

In Tschechien wird die Flöha in der Talsperre Fleyh (Údolní nádrž Fláje) gestaut. Bei Georgendorf (Český Jiřetín) fließt sie auf sächsisches Gebiet, unmittelbar hinter der Grenze wird die Flöha in der Talsperre Rauschenbach erneut gestaut. Bei Hirschberg mündet das Grenzflüsschen Schweinitz ein und die Flöha bildet bis zur Saigerhütte Grünthal, wo die Natzschung in sie mündet, die Grenze mit Tschechien.
In ihrem weiteren Verlauf nach Nordwesten fließt die Flöha durch Olbernhau und Pockau, wo ihr größter Nebenfluss, die Schwarze Pockau mit ihrem bekannten Schluchtental einmündet. Nach insgesamt 67 km mündet der Fluss in der Stadt Flöha in die Zschopau. Hier hat sie eine Wasserführung von rund 11 m³/s gegenüber gut 10 m³/s der Zschopau.

## Sonstiges
Das Flöhatal bildet die Grenze zwischen den Landschaften des Ost- und Westerzgebirges bzw. zwischen den Naturräumen des Osterzgebirges und des mittleren Erzgebirges.

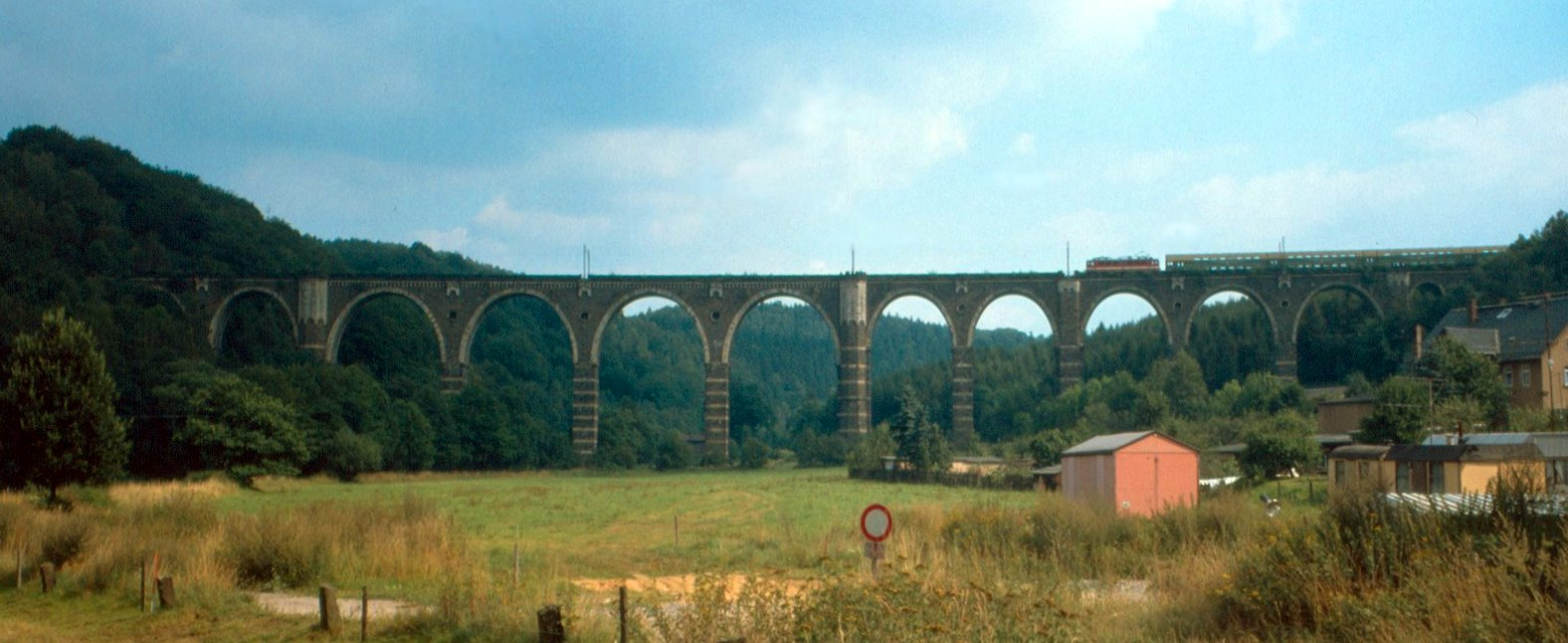
Hetzdorfer Viadukt

Das Hetzdorfer Viadukt ist eine ehemalige Eisenbahnbrücke über die Flöha, die heute Teil eines Wanderwegs ist. Mit einer Höhe von 43 m war es die höchste eingeschossige Brücke der Deutschen Reichsbahn.
Beim Jahrhunderthochwasser 2002 ist die Flöha stark über die Ufer gestiegen und hat erhebliche Schäden angerichtet.
Seit 2011 sind weite Teile ihres Tales zum Gebiet von gemeinschaftlicher Bedeutung "Flöhatal" bestimmt, also als natura 2000- oder FFH-Gebiet unter Schutz gestellt. Das Schutzgebiet erstreckt sich auf etwa 1800 Hektar zwischen Deutschkatharinenberg, Rauschenbach beziehungsweise Cämmerswalde im Oberlauf und der Stadt Flöha. In ihm liegen die älteren Naturschutzgebiete „Rauenstein“ und „Alte Leite“ und sind Fischotter, Großes Mausohr, Bachneunauge, Groppe und die Libellenart Grüne Keiljungfer nachgewiesen. Bereits seit 2007 sind Teile davon zum Europäischen Vogelschutzgebiet „Flöhatal“ bestimmt, welches mit seiner Größe von über 1850 Hektar auch Bereiche der Täler von Schwarzer Pockau und Roter Pockau bis zu ihrer Einmündung umfasst und insbesondere die dort nachgewiesenen Bestände der Arten Eisvogel, Schwarz- und Grauspecht, Neuntöter, Sperlingskauz, Schwarzstorch sowie Uhu erhalten soll.